# Šestanovac
Šestanovac – wieś w Chorwacji, w żupanii splicko-dalmatyńskiej, w gminie Šestanovac. W 2011 roku liczyła 426 mieszkańców.